# On the Mindless Menace of Violence
 (avril 2018).
Le contenu est difficilement compréhensible vu les erreurs de traduction, qui sont peut-être dues à l'utilisation d'un logiciel de traduction automatique.

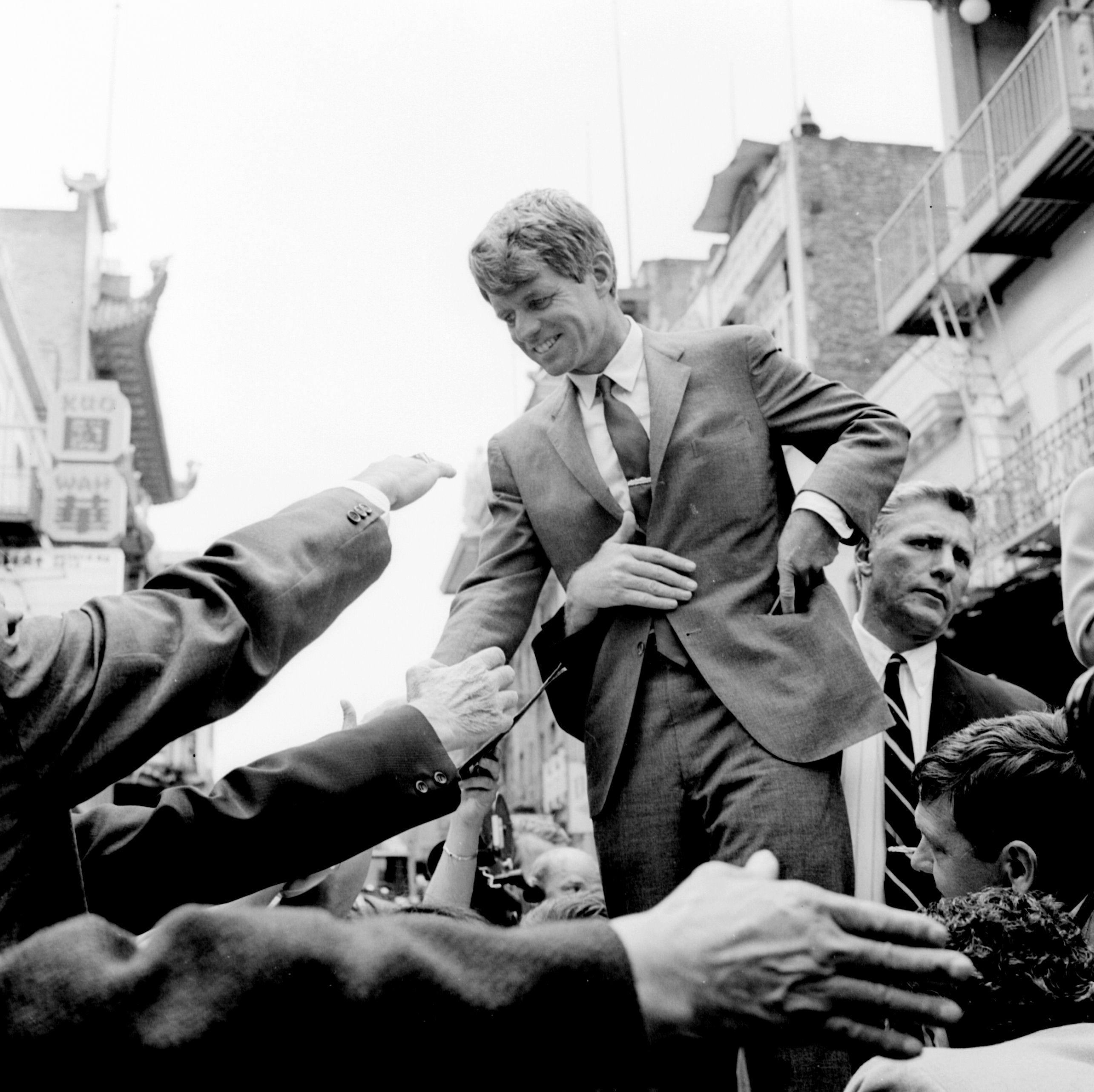
Le sénateur Robert F. Kennedy, lors de la campagne présidentielle de 1968.

"On the Mindless Menace of Violence"  (en français "À l'Aveugle de la Menace de la Violence") est un discours donné par le sénateur des États-Unis et candidat à la présidentielle Robert F. Kennedy. Il a été prononcé devant le Club de Ville de Cleveland à l'hôtel Sheraton-Hôtel de Cleveland, le 5 avril 1968, au lendemain de l'assassinat de Martin Luther King Jr. Avec ce discours, Kennedy a cherché à contrer les émeutes et  troubles émergents dans les différentes villes et parle de l'aggravation du problème de la violence dans la société américaine.
Le 4 avril, Martin Luther King, l'un des principaux leaders afro-américain des droits civiques, a été assassiné. Des émeutes raciales ont éclaté par la suite à travers les États-Unis. Après avoir livré un discours improvisé sur la question à Indianapolis, Kennedy s'est retiré à l'hôtel qu'il occupait et a suspendu sa campagne présidentielle. Des leaders de la communauté l'ont convaincu de garder un seul engagement, devant le Club de Ville de Cleveland. En faisant disparaître ses remarques, de Kennedy, rédacteurs de discours travaillé tôt dans la matinée du 5 avril à élaborer une réponse à l'assassinat. Kennedy a examiné et révisé le projet en route vers Cleveland. Parlant pendant seulement dix minutes, Kennedy décrit son point de vue sur la violence dans la société américaine, devant une foule de 2 200 personnes. Il critique à la fois les rebelles et le blanc de l'établissement qui, de son point de vue, étaient responsables de la détérioration des conditions sociales aux États-Unis. Ils n'ont pas proposé de solutions spécifiques à l'intérieur de la division et de conflit, mais a exhorté l'auditoire à trouver un terrain commun et essayer de coopérer avec d'autres Américains.
Le discours de Kennedy a reçu beaucoup moins d'attention que sa célèbre allocution à Indianapolis et a été largement oublié par les médias. Cependant, plusieurs de ses aides sont considérés comme d'être parmi ses plus beaux discours. Le journaliste Jack Newfield est d'avis que l'adresse est une épitaphe pour le sénateur, qui a été assassiné deux mois plus tard.

## Arrière-plan

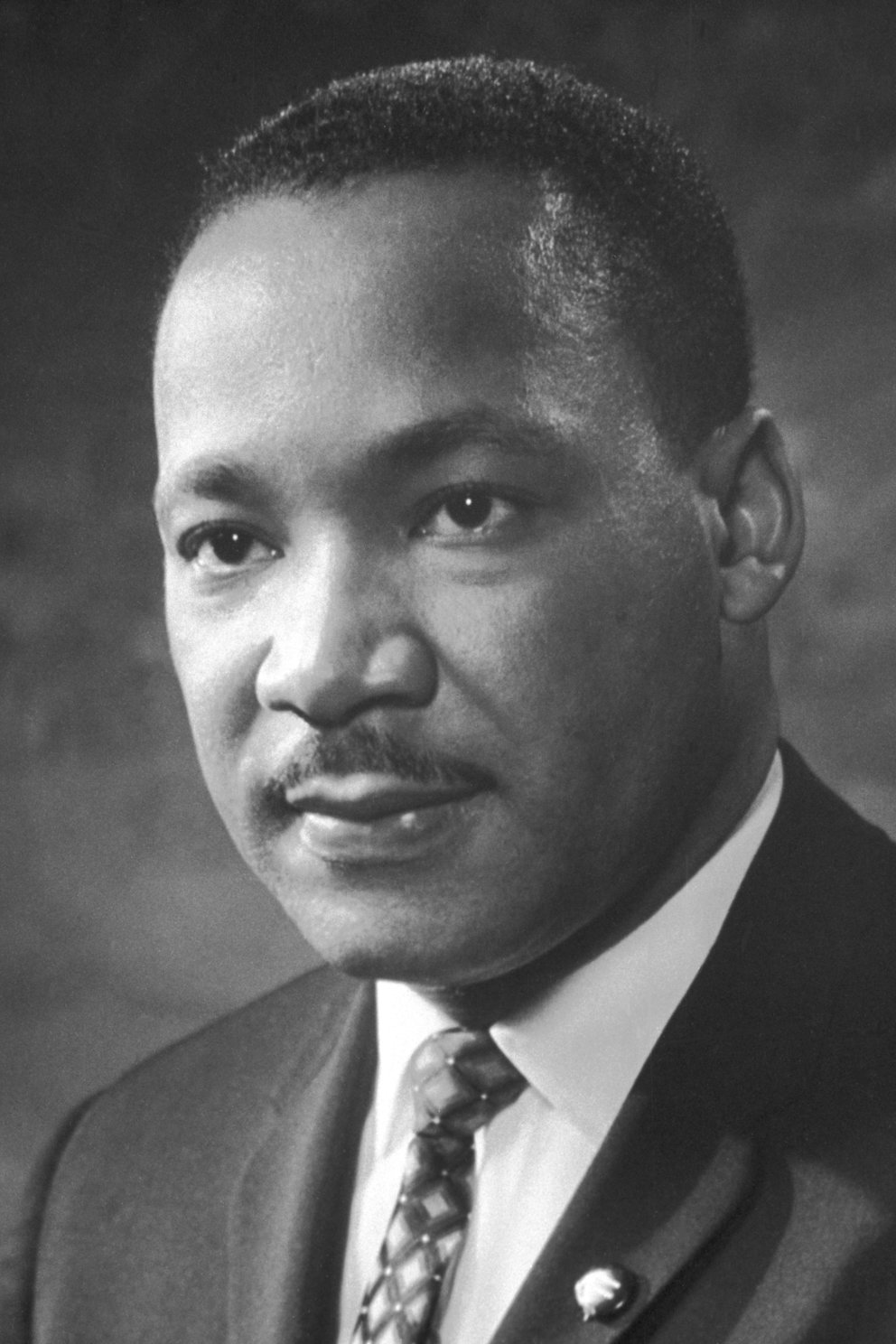
Martin Luther King Jr, dont la mort a considérablement bouleversé les militants des droits civiques et a conduit à une vague d' émeutes à travers les États-Unis.

Le 4 avril 1968, le leader afro-américain des droits civiques Martin Luther King a été assassiné par un tireur d'élite de Memphis, Tennessee. Le sénateur Robert F. Kennedy était en voyage à Indianapolis pour promouvoir sa campagne présidentielle, quand il a entendu la nouvelle. Il a prononcé un bref discours improvisé sur la question avant de suspendre toutes ses activités de campagne et de retrait de sa chambre à la Marott Hôtel. Après plusieurs conversations téléphoniques avec les afro-Américains des leaders de la communauté, il a décidé de prononcer à l'encontre de la réaction violente de l'assassinat et de poursuivre avec une comparution prévue avant le Club de Ville de Cleveland. de Ses supporters, a reconnu que c'était le meilleur cours de l'action, et il est convenu qu'il faudrait peu de temps après aller à Washington, DC, et d'y rester jusqu'à ce que le Roi pouvait être enterré. Kennedy a également parlé au téléphone avec Coretta Scott King, la veuve du Roi, à Atlanta. À sa demande, Kennedy dirigé l'aide de Frank Mankiewicz pour organiser un plan pour récupérer le Roi du corps. Depuis la plupart des compagnies aériennes ont été méfier de la prise d'une telle tâche, un avion a été affrété à partir de l'un de Kennedy amis. John Lewis et Earl Tombes, parmi d'autres, ont été envoyés pour aider Coretta Scott King,. Kennedy avait aussi trois autres lignes téléphoniques installés au Roi de résidence pour gérer l'afflux d'appels entrants, tandis que son personnel a installé un téléphone de la banque à l'Ouest Chasseur Baptist Church d'Atlanta pour le Roi de la famille.
Cette nuit à la Marott Hôtel, Kennedy a organisé une réunion avec 14 leaders noirs. La réunion a été organisée avant l'assassinat par l'aide de James Tolan et a eu lieu dans Tolan de la chambre. Le groupe a débattu entre eux pour savoir s'ils devraient tenir la réunion. Kennedy est finalement arrivé, et la conversation devint rapidement chauffé les dirigeants de l'a accusé d'être peu fiable membre de "le blanc de l'établissement." Il a perdu son sang-froid, en disant : « je n'ai pas besoin de toute cette aggravation. Je pouvais m'asseoir à côté de ma piscine. Vous savez, Dieu a été bon pour moi et je n'ai pas vraiment besoin de quelque chose. Mais je pense que s'il a été bon, je devrais essayer de mettre quelque chose en retour. Et vous tous vous appeler les dirigeants et vous avez été gémir et plaintes au sujet de vos problèmes personnels. Vous n'avez pas une fois parlé au sujet de votre propre peuple ». La réunion s'est terminée avec la plupart des participants en promettant leur soutien à Kennedy de campagne. L'un d'eux par la suite reconnu que Kennedy était « tout à fait sympathique et la compréhension ».

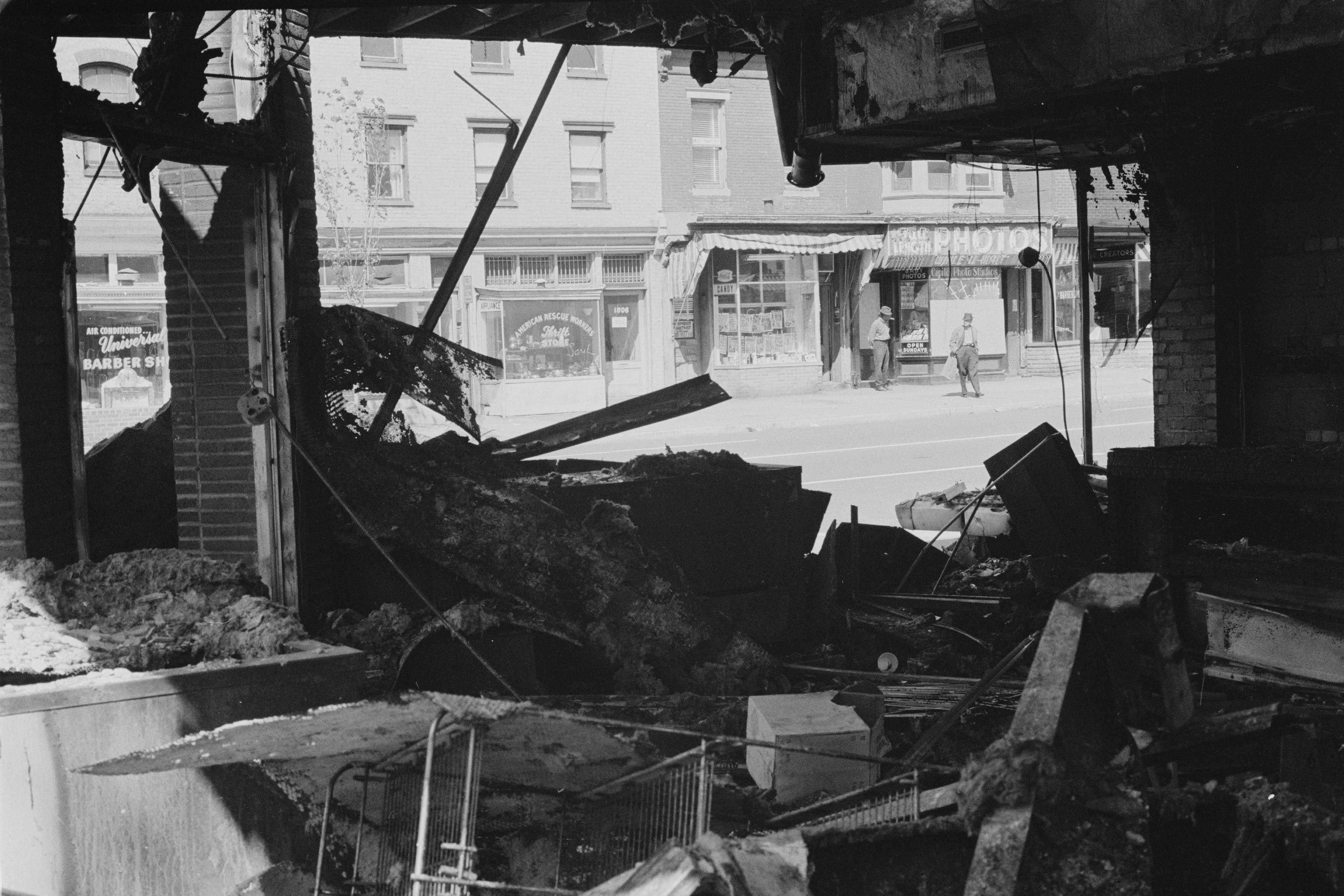
L'intensité des émeutes consécutives à l'assassinat de King a grandement troublé Kennedy et l'a poussé à prendre la parole.

Kennedy alors sans relâche erré autour de l'hôtel, vérifier sur de son personnel. Quand on lui demande si le Roi du meurtre lui a rappelé l'1963 assassinat de John F. Kennedy, son frère, Kennedy a répondu, « eh bien, que. Mais il me fait me demander ce qu'ils pourraient faire pour moi aussi ». Il a dit rédacteur des discours de Jeff Greenfield, « Vous savez, la mort de Martin Luther King n'est pas la pire chose qui soit jamais arrivé dans le monde ». Greenfield a dit plus tard : « je ne pouvais pas pour la vie de me comprendre que la cruauté jusqu'à ce que, bien sûr, j'ai réalisé qu'il avait été la pensée de la mort de son frère ».
Pendant ce temps, dans leur chambre, Greenfield et collègues rédacteur de discours Adam Walinsky travaillé sur une réponse officielle à l'assassinat de King avec assistance par téléphone à partir de Ted Sorensen dans la Ville de New York,. Sorenson de la mémoire diffèrent en ce que il a rappelé la réception d'un appel de Kennedy à son domicile de Washington D. C, plutôt qu'à New York, dans la nuit du 4 avril. Kennedy a demandé de Sorenson réflexions sur un discours préparé pour son apparition dans la région de Cleveland et a dit qu'il serait de retour d'appel dans l'heure. Sorenson, en mémoire de l'assassinat de John F. Kennedy, a rapidement commencé à écrire des notes sur des morceaux de papier. Quand Kennedy a appelé en arrière, Sorenson dicter ce qu'il avait produit et le sénateur transcrit. Mankiewicz, plus tard, a rappelé d'être "à l'occasion" impliqués dans le processus de rédaction.
D'environ 02:30 le 5 avril Kennedy découvert Walinsky endormi sur sa machine à écrire et Greenfield évanoui sur son lit. Kennedy tiré d'une couverture de plus de Greenfield, qui s'est réveillé et a dit, « Vous n'êtes pas si impitoyable, après tout ». Kennedy a répondu, "Ne le dis à personne." plus Tard dans la matinée, Walinsky et Greenfield inséré Sorenson contributions et fini le discours (surtout le travail de Walinsky).

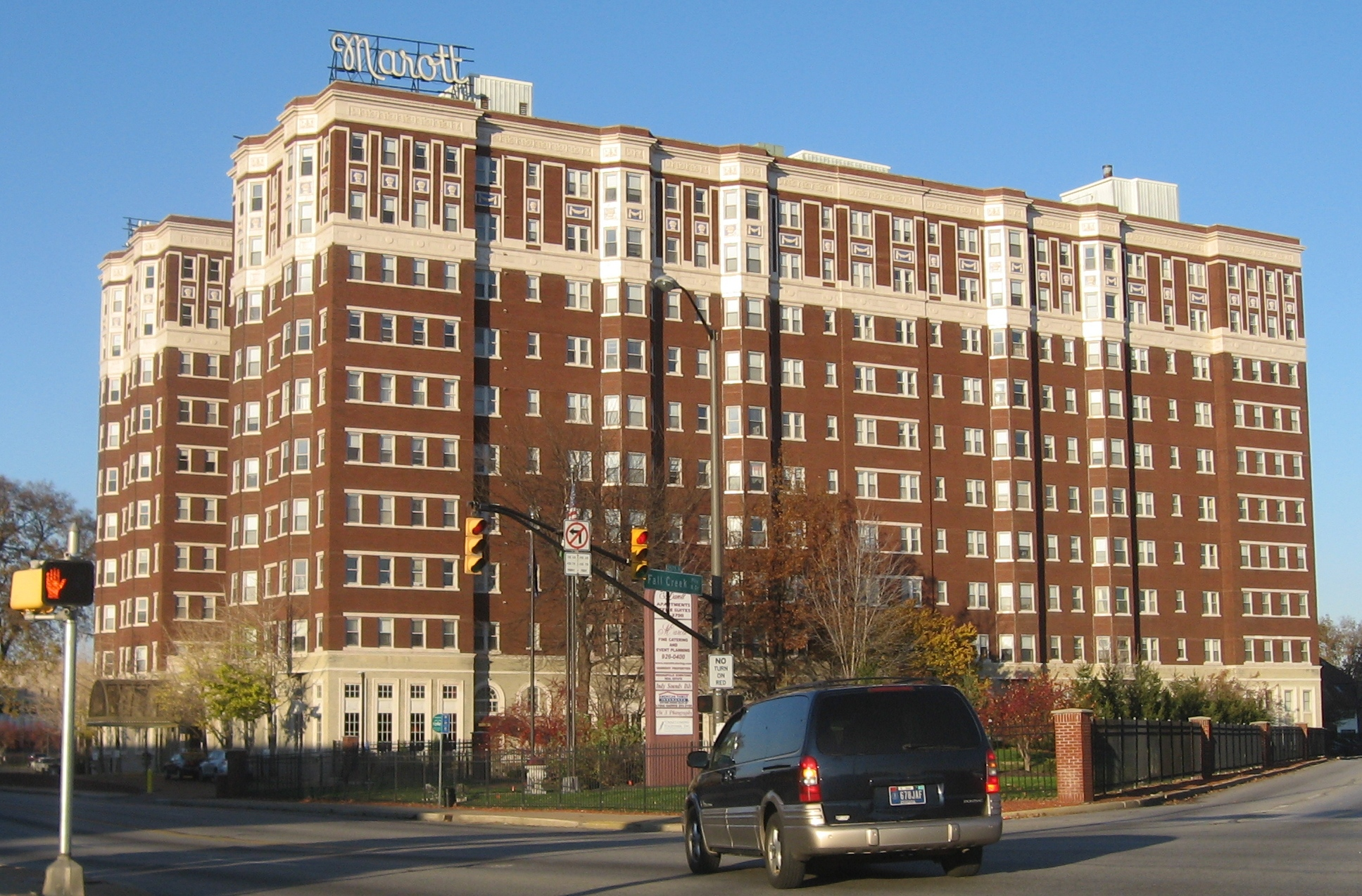
Le Marott Hôtel, où le discours a été rédigé par Kennedy.

Pendant ce temps, Kennedy s'assit à une entrevue avec l'artiste Jack Paar. Le sénateur était dans une tombe de l'humeur ; quand on lui demande comment il pense que la Maison-Blanche pourrait accueillir une famille aussi grande que la sienne, il a répondu, « pensez-vous que va être mon plus gros problème ? » Lorsque Paar plus sérieusement demandé si les emplois permettrait de résoudre les problèmes des ghettos urbains, Kennedy a répondu que, bien que les occasions d'emploi est important, il est nécessaire d'être accompagné par la « compassion pour les autres êtres humains ». Paar a alors demandé : « Qu'avez-vous pensé lorsque vous avez appris que le Dr King a été assassiné ? » Kennedy a répondu, « Que de plus en plus de gens se tournent vers la violence. Et, en dernière analyse, il va détruire notre pays ».
Pendant le vol de Cleveland Kennedy revue et considérablement remanié son discours,. L'avion est arrivé à 90 minutes de retard. Un cortège prévu de Hopkins International Airport a été annulée par respect pour King. Au lieu de cela, le sénateur entrèrent dans la ville, dans un lieu ouvert blanc convertible. Une aide à partir d'un téléphone équipé de véhicules agité sa voiture et l'a informé que la police croit un tireur d'élite peut être caché dans un clocher en face de l'hôtel où il était de donner la parole. Le projet de loi Barry, Kennedy garde du corps, a recommandé que le sénateur attendre à côté de la route alors qu'il serait en route pour enquêter. Kennedy en colère a rejeté la suggestion, en disant : « Non. Nous ne serons jamais à arrêter à ce genre de menace ». Kennedy passé à travers une foule d'environ 10 000 personnes dans la Place Publique qui s'était rassemblée pour un service commémoratif pour le Roi. Il était prévu qu'il y parler ainsi, mais annulé l'événement.

## Le discours

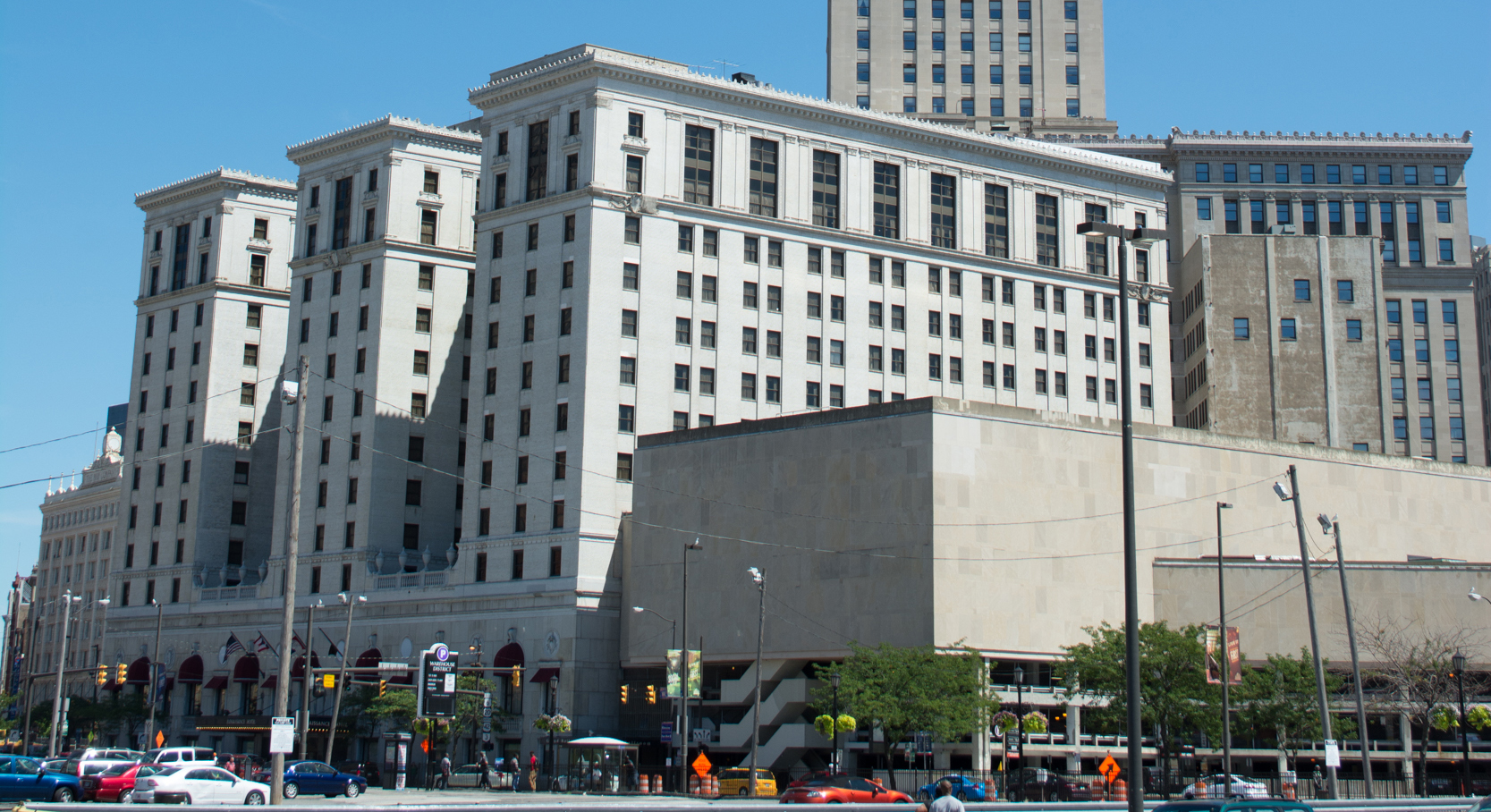
L'hôtel Sheraton-Hôtel de Cleveland, le lieu pour le discours de Kennedy.

Kennedy l'apparence de ce qui avait été prévu; dans la semaine qui a précédé l'adresse, la Ville, le Club a vendu plus de 1 400 billets pour les personnes qui souhaitent assister au déjeuner-causerie de l'événement à l' hôtel Sheraton-Hôtel de Cleveland. Locales, les canaux 3 et 5 interrompu leur couverture de la Roi de l'assassinat pour diffuser le discours de Kennedy. Il a été rendu avant environ 2 200 membres du Club de Ville de Cleveland (les plus riches et blanc) et n'a duré que 10 minutes. Kennedy a parlé tranquillement et solennellement,, en incorporant des thèmes tragiques.

### Résumé
Kennedy s'ouvre par le rejet de son propre position politique et ambition en tant que candidat à la présidentielle et mettant l'accent sur la situation à portée de main, en disant : 

« C'est un moment de honte et de tristesse. Ce n'est pas un jour pour la politique. J'ai gardé cette occasion de vous parler brièvement de cette «menace insensée de la violence» en Amérique, qui tache à nouveau notre terre et chacune de nos vies »

. Cette déclaration définit le ton de son discours. Le sénateur développe alors une notion de "violence" à l'aide de fort, le langage émotionnel. Il note que la violence à l'affligé tous les Américains, indépendamment de la race. Il procède à une allusion à la mort du Roi et de mettre en évidence l'absurdité de la violence, en demandant, 

« Pourquoi ? Qu'est-ce que la violence a déjà accompli? Qu'a-t-il créé? Aucune cause de martyr n'a jamais été calmée par la balle de son assassin. Aucun mal n'a jamais été corrigé par les émeutes et les troubles civils. Un sniper n'est qu'un lâche, pas un héros, et une foule incontrôlée et incontrôlable n'est que la voix de la folie, pas la voix du peuple »

. En disant cela, Kennedy est, exhortant les gens à ne pas émeute à la suite de la mort de King et en effet, assimilant leurs actions pour que le leader des droits civils de l'assassin. Après citation d'Abraham Lincoln, il dépeint le public américain comme un peuple de plus en plus de succomber à ses tendances violentes qui nuisent à ses idéaux nationaux. Il a fait valoir que tous les décès de dégrader la société Américaine, ainsi, en supposant une position sans concession que tout et tous les actes de violence sont inacceptables.

Kennedy décrit comment les États-Unis étaient en train de devenir de plus en plus tolérants pour la violence, à compter de l'acceptation de reportages sur la Guerre du Viêt Nam, à la fréquence de mise à mort dans des films et des émissions de télévision, de l'insuffisance de contrôle des armes à feu. Il critique également le double de normes sur la politique intérieure et étrangère, en faisant valoir que certains Américains soutiennent la non-violence à l'étranger, mais pas dans les États-Unis, tandis que d'autres qui dénoncent les émeutes sont responsables des conditions qui ont mené à leur,. La déclaration entraîne dans son commentaire suivant, en observant que certains Américains « cherchent des boucs émissaires, d'autres recherchent des complots » Il a ensuite critique du gouvernement et de l'établissement privé:

« Car il y a un autre type de violence, plus lente mais aussi mortelle, destructrice que le tir ou la bombe dans la nuit. C'est la violence des institutions; indifférence et inaction et ralentissement lent. C'est la violence qui afflige les pauvres, qui empoisonne les relations entre les hommes parce que leur peau a des couleurs différentes. C'est une lente destruction d'un enfant par la faim, et les écoles sans livres et maisons sans chaleur en hiver.
C'est la rupture de l'esprit d'un homme en lui refusant la chance de se tenir comme un père et un homme parmi les autres hommes. Et cela aussi nous afflige tous »

. Même dans les années 1960, ces mots ont été radical et potentiellement controversé. Kennedy produit à la prudence que, lorsque la société a cherché à "enseigner" les gens à la haine de l'autre ou qu'un individu est "moins homme" (faisant allusion à des préjugés racistes de la rhétorique commune de d'autres personnalités publiques), la probabilité de coopération diminue alors que la possibilité de l'affrontement violent augmente.

Kennedy ne recense pas de programmes spécifiques ou des propositions pour résoudre les problèmes à la main, comme il le pense il n'y a pas de solution unique qui permettrait de mettre fin à la violence. Encore, le sénateur affirme que si rien n'était fait, la violence dans les États-Unis persistent. Il exprime l'espoir qu'il pourrait être arrêté si les gens travaillent ensemble pour apporter le changement,. Que Kennedy s'approche de la fin de son discours, ses paroles deviennent plus énergique et plein d'espoir. Il termine par une allusion à Lincoln deuxième discours inaugural:

« Nos vies sur cette planète sont trop courtes et le travail à faire est trop grand pour laisser cet esprit s'épanouir plus longtemps dans notre pays. Bien sûr, nous ne pouvons pas le faire disparaître avec un programme, ni avec une résolution. Mais nous pouvons peut-être nous rappeler - même si ce n'est que pour un temps - que ceux qui vivent avec nous sont nos frères, qu'ils partagent avec nous le même bref moment de la vie, qu'ils cherchent - comme nous - rien que la chance de vivre leur vie dans le but et le bonheur, en gagnant leur satisfaction et leur accomplissement. Sûrement ce lien de foi commune, ce lien de but commun, peut commencer à nous apprendre quelque chose. Nous pouvons sûrement apprendre, au moins, à regarder ceux qui nous entourent comme des hommes et nous pouvons sûrement commencer à travailler un peu plus fort pour panser les blessures parmi nous et devenir de nouveau dans nos cœurs des frères et des compatriotes »

. Plusieurs femmes auraient été en larmes par moments Kennedy fini. Le public lui a donné une ovation debout. Alors que Le Plain Dealer de Cleveland du grand quotidien, a salué le discours comme "intemporel" et a consacré une importante quantité de la couverture à elle, Kennedy remarques reçu relativement peu d'attention des médias nationaux.

## Suite
Après le discours de Kennedy a pris un avion affrété à destination de Washington Comme il s'approchait de la ville, les passagers ont pu voir de la fumée s'élever des incendies allumés pendant les émeutes. Kennedy a demandé au pilote de cercle à nouveau pour obtenir un autre point de vue. au Moment de l'atterrissage, Kennedy a proposé de conduire dans l'émeute de la zone pour calmer les foules, en disant: "je pense que je peux faire quelque chose avec ces gens." La plupart de ses assistants ont été choqués à l'idée. Fred Dutton, retarder, a suggéré que Kennedy informer le Maire Walter Washington de ses plans à titre gracieux. Jean Bartlow Martin lui dit que peu pourrait être fait pendant que les gens sont encore des émeutes, et qu'il semble être démagogiques. Kennedy puis à contrecœur, est allé à la maison.

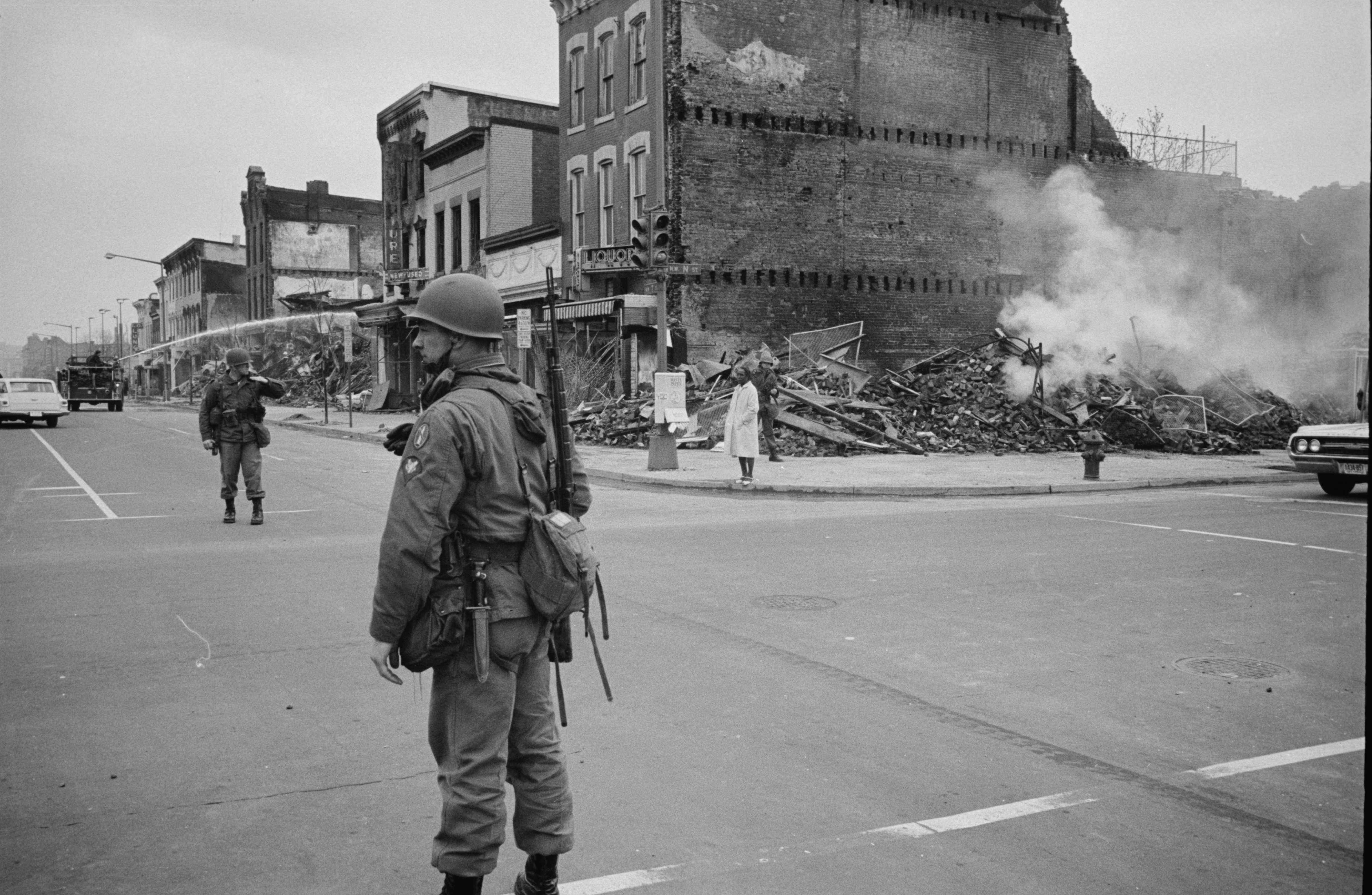
Les troupes fédérales dans les rues de Washington à la suite des émeutes

Deux jours plus tard, Kennedy et sa femme, Ethel, a assisté à 08:00 du dimanche des Rameaux service à New Bethel Baptist Church dans les émeutes de la zone. Stokely Carmichael, largement blâmé pour incitation locale désordre, a été parmi les autres dans la congrégation. Kennedy, un fervent Catholique, a pris la communion avec le reste des paroissiens, à la grande déception de l'Évêque de Washington. Après le service, il a demandé à la ministre, Walter E. Fauntroy, à quel point la destruction était dans les environs. Fauntroy puis se dirigea Kennedy vers le pire des ravages sur la 14e rue. Ethel, aide Peter Edelman, Marian Wright Edelman (femme de Peter Edelman), et un petit groupe de journalistes, d'élus locaux, et les paroissiens suivi de près., les Gens se joignent à la foule comme il marchait, devenir aussi grand qu'un groupe de membres de la garde nationale il prenait pour une foule de pillards. Craignant un affrontement, ils ont mis leurs masques à gaz et fixe leurs baïonnettes. Une fuite en voiture de la police est rapidement accéléré et elle-même garé entre la foule et les gardes de prévenir tout incident se produise. Fauntroy rappeler, "Lorsque [les gardes] vu qu'il était Bobby Kennedy, ils ont enlevé leurs masques et de nous laisser passer. Ils ont regardé drôlement soulagé."
Le soir Kennedy a tenu une conférence de presse télévisée sur la possibilité d'un intérieur du Corps de la Paix-comme un programme pour réduire le racisme dans les banlieues blanches. le 8 avril, Kennedy et son épouse sont allés, à la demande de Coretta Scott King, à Atlanta pour assister à Martin Luther King Jr funérailles. ce soir, il a tenu une réunion avec ses collaborateurs sur la façon d'obtenir l'attention de la classe moyenne blancs fatigué par le Mouvement des droits civiques dans le but de soulager les tensions raciales dans le pays. Kennedy est rentré dans l'Indiana et le 10 avril livré de son troisième et dernier discours inspiré par la mort du Roi. Le déplacement depuis ses précédents appels à la compassion et à la fin de la violence, il exhorte les blancs d'accepter et d'accueillir des noirs dans la société Américaine. dans le reste du mois, Kennedy atténué sa campagne la rhétorique et la fixe sur un thème de l'unité et de la réconciliation.

## Héritage
"À l'Aveugle de la Menace de la Violence" a été largement éclipsé par Kennedy Indianapolis remarques et largement ignoré par les chercheurs,, mais il est encore considéré par certains comme historique.. Le journaliste Jack Newfield a déclaré le discours était « probablement le meilleur texte écrit de la campagne, et peut-être de Kennedy publique de carrière ». un autre journaliste, David Halberstam, considéré comme « peut-être le meilleur discours de la campagne, peut-être le meilleur discours de sa vie ». Greenfield aussi appelé plus tard à l'adresse « le meilleur discours écrit de la campagne ». Mankiewicz a écrit qu'il était « peut-être le meilleur discours de Robert Kennedy fait au cours de la campagne, et certainement l'un des meilleurs de sa carrière » et « les plus éloquents et les plus mémorables de RFK du point de vue de l'humanité et les menaces pour sa floraison et [...] la survie ». À la suite de l'assassinat de Kennedy en juin 1968, le représentant Charles Vanik, de l'Ohio, dans un discours devant la Chambre des représentants, a appelé la Ville du Club de l'adresse de fin du sénateur « la plus significative de la déclaration [...] sur la criminalité et la violence ». Jack Niewfield considère que ce discours de Kennedy est comme une épitaphe pour lui-même.
En 1999, Marian Wright Edelman a prononcé un discours dans le Colorado au cours de laquelle elle a cité Kennedy adresse. Peu de temps après l' 2015 à San Bernardino attaque, elle a donné un discours lors de la children's Defense Fund's 25e édition de Battre la Cote cérémonie de remise des Prix déplorant la violence armée et en citant les paroles de Kennedy. Le Président Barack Obama a cité le sénateur remarques dans une lettre ouverte aux Américains d'application de la loi à la suite de l' 2016 tournage de Dallas agents de police, Journaliste et ancien de la Maison Blanche le Secrétaire de Presse de Bill Moyers a écrit à propos de la parole après le Dallas de prise de vue, en disant : « aujourd'hui, [Kennedy] déplacer les mots sont toujours aussi pertinents ». M. John M. Murphy décrit le discours comme un modèle exemplaire "American jeremiad".
Alors que de nombreux livres et films de discuter de Kennedy Indianapolis discours à longueur de temps, la plupart entièrement omettre sa Cleveland de remarques ou de les mentionner qu'en passant. Les plus haut-profil de la représentation s'est produite en 2006, dans le film Bobby, lorsque la parole a été dit à la fin à la fois réel et recréé des images de l'assassinat de Kennedy, en Californie.. Un court métrage de 2015 intitulé L'Aveugle de la Menace de la Violence dépeint la violence armée dans les différents quartiers américains entre un large éventail de personnes dont une partie de l'audio de la parole superposition de la vidéo.